# Raffaello (transatlantico)
La turbonave Raffaello fu, insieme alla gemella Michelangelo, l'ultimo transatlantico della Società Italia Navigazione. Rimase in servizio per soli dieci anni, dal 1965 al 1975, prima di essere posta in disarmo a causa della crescente antieconomicità dei collegamenti passeggeri transatlantici via mare. Venduta al governo iraniano per essere utilizzata come alloggio per gli ufficiali militari che curavano la costruzione del porto militare di Bushehr, affondò nel novembre 1982 dopo essere stata colpita da missili incendiari iracheni.

## Contesto storico
La Raffaello e la gemella Michelangelo furono il risultato dell'ultimo piano di rinnovamento della flotta di transatlantici passeggeri della Società Italia, la cui organizzazione aveva subito varie modifiche in seguito alle devastazioni della Seconda guerra mondiale e alla ripresa dei traffici migratori dall'Italia agli Stati Uniti d'America, al Sudamerica e all'Australia nel dopoguerra. A metà anni '50, in pieno boom economico, aveva cominciato a prendere forma il progetto di due unità gemelle che fossero in grado di assorbire da sole il traffico tra Napoli e New York, dato che le ammiraglie della flotta in servizio in quel momento, l'Andrea Doria e il Cristoforo Colombo, necessitavano del supporto delle vecchie motonavi Saturnia e Vulcania per soddisfare la richiesta di trasporto verso il Nordamerica.
Già la legge 859 del 26 luglio 1956 stanziava 8,9 miliardi di lire per la realizzazione di questo progetto, ma il tragico affondamento dell'Andrea Doria nella stessa data costrinse i vertici della Società Italia a rivedere i propri piani. La costruzione delle gemelle fu posticipata e i finanziamenti a esse destinati furono impiegati per la costruzione della Leonardo da Vinci, che entrò in servizio nel 1960.
Nel frattempo, il flusso migratorio verso il Nordamerica andava scemando e la concorrenza dell'aereo cominciava a farsi importante, tanto che nel 1958, ad appena sei anni dall'istituzione dei primi voli regolari transatlantici, il nuovo mezzo di trasporto superò i transatlantici per numero di passeggeri trasportati. Il governo italiano e la Società Italia, tuttavia, decisero di proseguire con la realizzazione dei due transatlantici gemelli, nominati Michelangelo e Raffaello. La costruzione fu affidata in contemporanea al cantiere Ansaldo di Genova Sestri e ai CRDA di Trieste su progetto dell'Ansaldo, con un ordine effettuato il 4 febbraio 1960.

## Caratteristiche
La Raffaello e la gemella Michelangelo erano state pensate per poter competere su tutti i fronti con le migliori unità in servizio all'epoca. Particolarmente curata era la sicurezza a bordo, un aspetto tenuto in grande considerazione dalla Società Italia dopo le accuse subite in seguito all'affondamento dell'Andrea Doria. I due nuovi transatlantici erano in grado di galleggiare anche dopo l'allagamento di tre qualsiasi dei propri 17 compartimenti stagni (contro i due previsti dalla SOLAS del 1960) e avevano un'altezza metacentrica molto elevata, caratteristica che ne aumentava notevolmente la stabilità. Anche i dimensionamenti delle lamiere dello scafo erano maggiorati rispetto alle direttive della SOLAS 1960, mentre l'apparato motore era diviso in due sale macchine stagne separate: l'apparato motore dell'elica di dritta era completamente separato da quello dell'elica sinistra, rispetto al quale era situato a proravia.
Lunga 275,8 metri e larga 31, la Raffaello aveva una stazza lorda di 45.933 tonnellate, ventidue in più della gemella, e un dislocamento a pieno carico di 42.000 tonnellate. Poteva mantenere una velocità di servizio di 26,5 nodi, che le consentiva di andare da Gibilterra a New York in soli cinque giorni, trasportando 1.775 passeggeri in cabine di tre classi diverse. Proprio la divisione in tre classi ciascuna con i propri ambienti comuni fu una delle cause della mancata trasformazione in nave da crociera, insieme alla mancanza di oblò in molte cabine e agli elevati costi di esercizio determinati dalle grandi dimensioni e dalla presenza di due apparati motore.
Gli spazi interni della turbonave erano divisi in tredici ponti, dei quali l'ultimo esteso da prua a poppa era il Ponte passeggiata, l'ottavo dal basso. I ponti erano piatti per quasi tutta la lunghezza della nave ad eccezione della zona prodiera, dove erano insellati verso l'alto. A partire dal basso si trovavano:
1. Ponte stiva (Hold Deck), con le sale macchine e serbatoi di nafta e acqua;
2. Ponte D (D Deck), occupato anch'esso dalle sale macchine e contenente cambusa, bagagliai e depositi vari;
3. Ponte C (C Deck), che ospitava cabine di classe turistica e altri locali adibiti a cambusa;
4. Ponte B (B Deck), con cabine equipaggio all'estrema prua e a centro nave, cabine di classe turistica e cabina a prua e poppa e Garage "B"
5. Ponte A (A Deck), con cabine di classe turistica e cabina e sistemazioni per l'equipaggio, garage "A" e sala da pranzo ufficiali;
6. Ponte Principale (Main Deck), con cabine di classe cabina e sistemazioni per l'equipaggio, ristorante Riviera riservato alla classe turistica e infermeria;
7. Ponte vestiboli (Foyer Deck), con cappella, cabine di prima classe e classe cabina, vestiboli Fornarina (classe cabina) e Raffaello (prima classe), cucine di prima classe e classe cabina, ristoranti Ritz (classe cabina) ed Excelsior (prima classe), sala feste e soggiorno Murano (classe turistica), bar e sala gioco di classe turistica;
8. Ponte passeggiata (Promenade Deck), con salone delle feste di prima classe Venetian, sala soggiorno di prima classe, grande bar di prima classe Atlantico, sala feste di classe cabina Rialto, sala soggiorno e bar di classe cabina, bar Giardino, Buffet (prima classe) e Rosy (classe cabina), verande chiuse per bambini (prima classe e classe cabina), sale bambini (prima classe, classe cabina e classe turistica), sale gioco (prima classe e classe cabina), sale lettura e scrittura (una per classe), lido classe turistica con piscina e veranda Ravello, passeggiate chiuse separate tra le classi sui fianchi, passeggiata scoperta di classe turistica a prua;
9. Ponte Lance (Boat Deck), con cabine di prima classe, appartamenti di lusso Rosatea e Rosemary, cinema-teatro, passeggiate scoperte di prima classe e classe cabina, lido di classe cabina con piscina e veranda Positano;
10. Ponte superiore (Upper Deck), con cabine di prima classe, sala teen-agers, sala ginnastica di classe cabina e imbarcazioni di salvataggio;
11. Ponte Lido (Lido Deck), con passeggiata scoperta, lido e veranda Bermuda di prima classe, sala ginnastica di prima classe, canile, alloggi del comandante e del direttore di macchina;
12. Ponte Sole (Sun Deck), con la terrazza della piscina di prima classe, sala di governo e sala nautica;
13. Ponte Belvedere (Belvedere Deck), con spazio giochi e belvedere riservati alla prima classe.

In totale la nave disponeva di 535 posti letto di prima classe, 550 di classe cabina e 690 di classe turistica.
Elemento caratterizzante del Raffaello e della gemella erano i due fumaioli circondati dalle particolari strutture a traliccio: derivati da uno studio aerodinamico del laboratorio di aeronautica e aerodinamica applicata del Politecnico di Torino originariamente effettuato per i gemelli del Lloyd Triestino Guglielmo Marconi e Galileo Galilei, avevano lo scopo di evitare la ricaduta dei fumi sui ponti esterni, che, in quegli anni, erano sempre più valorizzati dai progettisti. I tralicci che circondavano la struttura principale avevano pura funzione estetica.

### Propulsione
La Raffaello era dotata di due locali macchina separati, riprendendo una caratteristica della precedente ammiraglia della Società Italia, la Leonardo da Vinci. Questa soluzione, tipica delle navi da guerra, permetteva al transatlantico di potersi muovere anche in caso di grave avaria a uno degli impianti di propulsione, come successo ad esempio nella traversata interrotta nell'ottobre 1970. Il locale macchina di poppa trasmetteva potenza all'elica di sinistra, mentre quello di prua all'elica di dritta. Gli assi delle eliche erano quindi caratterizzati da lunghezze e inclinazioni diverse. L'asse dell'elica di dritta era lungo 88,5 metri, quello di sinistra 56.
Rispetto a unità di analoga potenza la Raffaello e la gemella avevano solo due eliche e questo portò a dover realizzare dei turboriduttori di enorme potenza: al momento della costruzione i turboriduttori dei due transatlantici italiani erano i più potenti al mondo, essendo capaci di erogare, secondo il progetto, 43.500 cavalli ciascuno.

### Allestimento e interni

Salone delle feste di Prima Classe.

Sebbene la disposizione degli ambienti interni fosse identica a quella della gemella Michelangelo, la Raffaello se ne differenziava molto negli arredamenti, curati da altri architetti e artisti. L'arredamento e la decorazione degli ambienti di bordo non furono affidati a un unico progettista, ma furono gestiti da diversi architetti e artisti indipendentemente tra loro. In generale l'impostazione del Raffaello era meno classicheggiante di quella Michelangelo, anche se entrambe le navi erano ispirate al movimento Art déco, stile già impiegato sui transatlantici inglesi e francesi del primo dopoguerra, distaccandosi dallo stile classico di Rex e Conte di Savoia.
I saloni di prima classe della Raffaello furono progettati dallo studio Lapadula di Roma. I fratelli Lapadula e il loro consociato Fabio Massimo Poggiolini decisero di legare i contigui salone delle feste e soggiorno con una parete a vetri a scomparsa, mantenendo in comune tra i due ambienti il soffitto a cassettoni con lampadari a canne in vetro di Murano, che era presente anche nel bar di prima classe. La pista da ballo era sormontata da un duomo che sconfinava nel ponte superiore e nel quale erano posti tre enormi lampadari, anch'essi in vetro di Murano. Nel salone Veneziana si trovava un arazzo astratto di Mario Deluigi, "Le quattro stagioni", mentre nella sala soggiorno era posto un bassorilievo bronzeo di Edgardo Mannucci, "Forma, materia, energia". Nel grande bar Atlantico trovarono invece posto ventidue arazzi realizzati da diversi pittori astrattisti, tutti con in comune lo stesso fondo chiaro.
Sul Ponte passeggiata fu poi allestita una vera e propria galleria d'arte nella quale furono esposte sedici opere di artisti italiani contemporanei, tra i quali Leonor Fini, Guido Cadorin, Domenico Purificato, Orfeo Tamburi e Cristoforo De Amicis.
I saloni della classe cabina, posti sempre sul Ponte passeggiata, furono progettati dagli architetti triestini Aldo Cervi, Umberto Nordio e Vittorio Frandoli; inizialmente concepiti come due ambienti distinti, nella realizzazione finale la sala da ballo e la sala soggiorno costituivano un unico spazio caratterizzato dai colori avorio, oro vecchio e noce scuro. Le opere d'arte, le più imponenti delle quali erano un arazzo di Luigi Spacal e un bassorilievo di Marcello Mascherini, erano state prevalentemente realizzate da artisti dell'ambiente triestino come Alice Psacaropulo e Vittorio Porro.
Il vestibolo della prima classe fu affidato all'architetto romano Michele Busiri Vici, che non si era mai occupato di nautica; in questo ambiente fu collocato un grande bassorilievo di Francesco Coccia che rappresentava il percorso artistico di Raffaello. Busiri Vici e il figlio Giancarlo si occuparono anche del ristorante Excelsior, rendendolo luminoso e arioso nonostante il soffitto basso con l'utilizzo del bianco per i puntelli, le pareti e il soffitto. Le pareti erano adornate da cinque quadri di Gregorio Sciltian, rappresentanti le quattro stagioni e una "pesca miracolosa".
La cappella, progettata dall'architetto Alessandro Psacaropulo e arredata da Carlo Sbisà, presentava un soffitto formato da pannelli triangolari che convergevano verso il centro con diverse angolazioni. Psacaropulo si occupò anche del grande cinema-teatro da 489 posti, che prendeva tre ponti in altezza.

## Servizio

### Costruzione, varo e prove in mare (1960-1965)
La Raffaello fu impostata con una cerimonia ufficiale l'8 settembre 1960 ai CRDA di Trieste, in contemporanea con la gemella Michelangelo. La costruzione dello scafo continuò fino al 24 marzo 1963, quando la Raffaello fu varata, scendendo per la prima volta in acqua; la madrina era Giuliana Merzagora, moglie dell'allora Presidente del Senato Cesare Merzagora. Al varo, l'ultimo avvenuto nel cantiere triestino, assisterono anche l'allora Presidente della Repubblica Antonio Segni e le maggiori cariche dell'IRI, della Società Italia e dei Cantieri Riuniti dell'Adriatico, insieme a un'enorme folla di persone.
Dopo essere scesa in acqua la Raffaello fu completata con le sovrastrutture e gli allestimenti interni. Le caldaie della nave furono accese per la prima volta il 30 aprile 1965; dopo una prima uscita in mare avvenuta tra il 2 e il 3 giugno 1965, il 6 giugno la Raffaello lasciò Trieste alla volta di Genova, dove giunse tre giorni più tardi. Qui la nave subì la sostituzione delle eliche con altre di minore diametro esterno, la modifica del profilo idrodinamico e l'attaccatura a scafo dei bracci degli assi portaelica e la riverniciatura della carena con pennellate in orizzontale, seguendo le indicazioni fornite dall'ingegner Nicolò Costanzi (direttore dell'ufficio tecnico dei Cantieri Riuniti dell'Adriatico). Questi interventi erano stati resi necessari dai problemi riscontrati dalla gemella Michelangelo nel raggiungere le velocità previste durante le prove a mare, nonostante la potenza delle due grandi motrici a vapore fosse quella prevista. Questi lavori, insieme ad altri necessari a ridurre delle fastidiose vibrazioni presentatesi sulla Michelangelo, posticiparono l'entrata in servizio della nave di due mesi.
Durante le prove in mare, durate dal 29 giugno al 6 luglio, la nave mantenne una velocità media di 29,76 nodi per nove ore consecutive, toccando una punta di 30,43 nodi, con un buon margine sulla velocità di contratto, prevista in 29,15 nodi. Il 7 luglio ebbe luogo la cerimonia di consegna ufficiale alla Società Italia. Il Comando della nave fu affidato al Comandante Superiore CSLC Oscar Ribari.

### Servizio sull'Atlantico (1965-1975)
Prima di iniziare il suo servizio di linea sull'Atlantico, la Raffaello, sotto il comando del Comandante Superiore CSLC Oscar Ribari, compì una crociera di una settimana nel Mediterraneo, partendo da Genova il 10 luglio e toccando i porti di Cannes, Malta, Atene e Napoli. Durante questo viaggio la nave ebbe solo un lieve problema a una turbina che costrinse a ridurre la velocità nell'ultima fase della crociera, problema risolto velocemente una volta a Genova. Il 25 luglio 1965 la Raffaello partì da Genova per il suo viaggio inaugurale verso New York, durante il quale fece tappa anche a Cannes, Napoli e Gibilterra. Giunse a destinazione nella mattinata del 2 agosto, con 1121 passeggeri a bordo. La Società Italia aveva programmato, per il giorno successivo, l'arrivo a New York della Michelangelo, in modo da mettere in mostra scenograficamente l'eleganza delle due gemelle. La Raffaello ripartì alla volta di Genova l'8 agosto, con a bordo 1628 passeggeri.

La Raffaello in arrivo nel porto di Genova, negli anni sessanta

Il 26 ottobre 1965 la nave partì per la sua quinta traversata atlantica verso ovest e cinque giorni più tardi, mentre si trovava ancora a 1800 miglia circa da New York, nella sala macchine di poppa scoppiò un violento incendio. Le fiamme furono domate dopo qualche ora, ma i danni erano ingenti e il comandante Oscar Ribari, tenendo conto del previsto peggioramento meteo e dell'impossibilità di superare i 18 nodi di velocità, preferì interrompere il viaggio, facendo ritorno a Genova. La Raffaello giunse in porto il 6 novembre e rientrò in servizio esattamente un mese dopo, una volta terminate le riparazioni.
Nella primavera del 1966 la nave fu protagonista di una singolare campagna pubblicitaria della Alfa Romeo, che intendeva esportare la nuova Spider 1600 negli Stati Uniti. Ne vennero quindi imbarcati tre esemplari, due dei quali furono posti sui ponti esterni della nave e utilizzati per prove dimostrative, venendo poi messi a disposizione di passeggeri che volessero eventualmente provarli. Al termine della traversata le automobili furono sbarcate a New York.
Nell'inverno 1966/67 la Raffaello fu sottoposta a interventi di irrobustimento delle sovrastrutture a prua, dopo che quelle della gemella Michelangelo erano state sfondate da un'onda anomala il 12 aprile precedente. Nel 1967 la Società Italia incluse per la prima volta delle crociere nei Caraibi nel programma delle attività annuali delle gemelle: il 9 febbraio 1967 la Raffaello salpò da New York per una crociera di sette giorni, con scali a Nassau e Saint Thomas, prima di effettuare la cosiddetta Mediterranean go round cruise, una traversata da New York a Genova che ai tradizionali scali a Gibilterra, Cannes e Napoli ne aggiungeva altri in varie località turistiche europee.
Negli anni successivi, con il definitivo declino del trasporto passeggeri per nave sull'Atlantico, il programma di crociere della Raffaello e della gemella Michelangelo si fece sempre più importante. Tuttavia, la suddivisione in tre diverse classi con ambienti separati non permetteva di sfruttare al meglio le due unità in questa veste e le perdite economiche del servizio passeggeri della Società Italia crebbero sempre di più. La situazione era resa ancora più complessa dalle tensioni con i sindacati dei marittimi, che spesso indicevano scioperi che ritardavano la partenza della nave di 24-48 ore con un preavviso minimo. Il 15 marzo 1967 fu addirittura appiccato un incendio doloso in una zona riservata all'equipaggio, ma la nave non subì danni rilevanti.
La Raffaello continuò ad alternare servizio di linea e crociere senza particolari avvenimenti fino al 18 maggio 1970, quando, durante una traversata tra Genova e New York, entrò in collisione con la petroliera norvegese Cuyahoga nell'affollatissimo stretto di Gibilterra, subendo solo danni molto limitati alla prua. La Raffaello si fermò sette giorni a Gibilterra per essere messa in condizione di proseguire il viaggio, effettuando poi le riparazioni definitive a Genova. Il 28 settembre 1973 la nave, da poco ripartita da Napoli verso New York, dovette fare rientro a Genova per un'avaria alla turbina dell'apparato motore poppiero, ripartendo alla volta degli Stati Uniti il 6 ottobre.
L'entrata in servizio del Boeing 747, che nel 1970 permise all'Alitalia di offrire un viaggio Roma - New York a tariffe ridotte quasi di un terzo rispetto all'anno precedente, fu un ulteriore duro colpo per la Società Italia, le cui navi del resto trasportarono nel 1971 solo 4000 emigranti verso gli Stati Uniti. L'aumento esponenziale del costo dei carburanti rese la situazione insostenibile e, nonostante il successo del programma crocieristico del 1974, il 25 marzo 1975 il Governo rese effettivo il processo di abbandono delle linee passeggeri da parte della Società Italia, già previsto dal 1971, comunicando l'ordine di disarmo per la Raffaello entro il 1º maggio dello stesso anno.
Dopo un'ultima crociera nei Caraibi, il 21 aprile 1975 la Raffaello partì per l'ultima volta da New York in direzione di Genova, attraversando l'Oceano Atlantico per la duecentoventiseiesima volta con a bordo 819 passeggeri. Giunse a destinazione il 30 dello stesso mese, venendo posta ufficialmente in disarmo a partire dal giorno successivo. Spogliata delle suppellettili e delle opere d'arte, rimase ormeggiata nel porto di Genova per circa un mese, prima di essere trasferita a rimorchio nella baia di Portovenere, dove fu raggiunta in seguito dalla gemella.

### Set cinematografico
Nel 1969 sulla nave vennero girate alcune sequenze in crociera del film Amore mio aiutami con Alberto Sordi e Monica Vitti diretto dallo stesso protagonista. A bordo della stessa nave il film fu presentato in anteprima mondiale.

### Disarmo, Iran e affondamento (1975-1982)
La Società Italia ricevette diverse offerte per l'acquisto delle navi, tra le quali quella di un gruppo con sede nel Liechtenstein che progettava di trasformarle in cliniche naviganti per la cura di tumori con un particolare marchingegno chiamato "Tronado", ma nessuna trattativa si concretizzò fino all'ottobre 1976, quando il governo iraniano manifestò il proprio interesse per entrambe le navi. Il 12 dicembre 1976 fu comunicata ufficialmente la cessione dei due transatlantici all'Iran, che li avrebbe impiegati come alloggio per gli ufficiali militari che seguivano la costruzione dei nuovi porti militari di Bushehr e Bandar Abbas. Alla Società Italia andarono complessivamente 30 miliardi e 600 milioni di lire; la manutenzione e la gestione delle gemelle, che avrebbero mantenuto nome e porto di registro, sarebbe stata affidata a marittimi italiani per i successivi tre anni.
Il 20 gennaio 1977 la Raffaello lasciò Portovenere (SP) al traino, giungendo a Genova per essere sottoposta ai lavori di ristrutturazione necessari a renderla abitabile nel difficile clima del Golfo Persico. L'impianto di climatizzazione e le lavanderie furono potenziati, mentre negli appartamenti di lusso del Ponte Lance, nei quali sarebbero stati alloggiati gli ufficiali di rango più elevato, su richiesta dello stesso scià Mohammad Reza Pahlavi furono ripristinate le opere d'arte originarie, sostituite nel resto della nave da pannelli e stoffe. Sui ponti esterni furono poi installati dei telai per permetterne la copertura con tendaletti che riparassero dal sole.
Il 12 agosto 1977 la Raffaello lasciò per l'ultima volta Genova, giungendo nel porto di Bushehr, sua destinazione finale, dodici giorni più tardi. L'eccezionale quantità di alghe e di meduse nella zona causò fin dall'inizio problemi alle prese a mare; la crescente instabilità del clima politico iraniano, che nel febbraio 1979 avrebbe portato alla cacciata dello Scià e alla salita al potere dell'Ayatollah Khomeyni, rese sempre più difficile la situazione della nave e dell'equipaggio italiano. In un'intervista apparsa nel maggio 1979 sul giornale triestino Il Piccolo, l'ex primo ufficiale di macchina della Raffaello, Pietro de Marinis, da poco tornato dall'Iran, denunciò le condizioni pietose in cui ormai versava il transatlantico, lasciato alla mercé di saccheggiatori, topi e scarafaggi e con gli impianti di bordo ormai compromessi.
Nell'agosto 1980 come da contratto gli italiani lasciarono definitivamente la nave, che nel frattempo era stata rinominata Doctor Shariati in onore di un rivoluzionario caduto pur mantenendo nome e porto di registro originari a poppa. Con lo scoppio della guerra Iran-Iraq la Raffaello, che costituiva un punto di riferimento per gli aerei iracheni che bombardavano il porto di Bushehr e la vicina centrale nucleare, fu spostata a circa un miglio della costa. Il 20 novembre 1982 la nave fu colpita a poppa da missili incendiari iracheni, affondando definitivamente due giorni più tardi. Il relitto, posto a poca profondità, fu segnalato da boe dopo l'affondamento, nel febbraio 1987, della petroliera Iran Salam, che l'aveva urtato.

## Origine del nome
La nave prendeva il nome dal grande artista rinascimentale Raffaello Sanzio.

## Nave gemella
- Michelangelo